# Münster-Geschinen
Münster-Geschinen var en tidigare kommun i distriktet Goms i kantonen Valais, Schweiz. Kommunen bildades den 1 oktober 2004 genom sammanslagningen av de dåvarande kommunerna Geschinen och Münster. Münster-Geschinen slogs den 1 januari 2017 samman med kommunerna Blitzingen, Grafschaft, Niederwald och Reckingen-Gluringen till den nya kommunen Goms.